# Бітті (Канзас)
Бітті (англ. Beattie) — місто (англ. city) в США, в окрузі Маршалл штату Канзас. Населення — 197 осіб (2020).

## Географія
Бітті розташоване за координатами 39°51′44″ пн. ш. 96°25′4″ зх. д. / 39.86222° пн. ш. 96.41778° зх. д. (39.862357, -96.417782).  За даними Бюро перепису населення США в 2010 році місто мало площу 0,60 км², уся площа — суходіл.

## Демографія
Згідно з переписом 2010 року, у місті мешкало 200 осіб у 90 домогосподарствах у складі 51 родини. Густота населення становила 334 особи/км².  Було 104 помешкання (174/км²).
Расовий склад населення:
| - 95,0 % — білих - 1,5 % — корінних американців - 1,0 % — чорних або афроамериканців - 1,0 % — осіб інших рас |

До двох чи більше рас належало 1,5 %. Частка іспаномовних становила 3,5 % від усіх жителів.
За віковим діапазоном населення розподілялося таким чином: 14,0 % — особи молодші 18 років, 70,0 % — особи у віці 18—64 років, 16,0 % — особи у віці 65 років та старші. Медіана віку мешканця становила 49,5 року. На 100 осіб жіночої статі у місті припадало 100,0 чоловіків;  на 100 жінок у віці від 18 років та старших — 102,4 чоловіків також старших 18 років.
Середній дохід на одне домашнє господарство  становив 68 701 долар США (медіана — 61 250), а середній дохід на одну сім'ю — 69 854 долари (медіана — 67 708). За межею бідності перебувало 19,3 % осіб, у тому числі 0,0 % дітей у віці до 18 років та 28,6 % осіб у віці 65 років та старших.
Цивільне працевлаштоване населення становило 123 особи. Основні галузі зайнятості: освіта, охорона здоров'я та соціальна допомога — 40,7 %, транспорт — 14,6 %, виробництво — 13,0 %.